# Mahanoro
Mahanoro è un comune rurale (kaominina) del Madagascar orientale. È il capoluogo del distretto di Mahanoro, nella Regione di Atsinanana.
La popolazione del comune è stata stimata, nel censimento del 2005, in 36.917 abitanti.

## Infrastrutture e trasporti
Mahanoro è sede di un piccolo aeroporto civile (codice aeroportuale IATA: VVB), di un porto marittimo e di una stazione fluviale sul Canal des Pangalanes da cui è possibile la navigazione fluviale sino a Mananjary.